# What you're doing
What you're doing is een liedje van Paul McCartney en John Lennon van de Britse popgroep The Beatles uit 1964. Hoewel het vroeger vaak is toegeschreven aan McCartney alleen, heeft volgens latere inzichten ook Lennon eraan meegeschreven. The Beatles namen het nummer op voor hun album Beatles for sale. Het staat ook op het Amerikaanse album Beatles VI, dat een half jaar na Beatles for sale uitkwam.
Op het soundtrackalbum Love van 2006 staat een medley van What you're doing met Drive My Car en The Word.

## Achtergrond
Het liedje is waarschijnlijk geïnspireerd door Pauls strubbelingen met zijn toenmalige vriendin Jane Asher. Hij had achteraf geen hoge dunk van het nummer:
What You're Doing was a bit of a filler. I think it was a little more mine than John's, but I don't have a very clear recollection so to be on the safe side I'd put it as 50-50.
What You're Doing was min of meer een opvullertje. Ik denk dat mijn bijdrage iets groter was dan die van John, maar ik heb er geen duidelijke herinneringen aan, dus om aan de veilige kant te blijven houd ik het op 50-50.
De schrijvers experimenteren in dit nummer met de rijmklanken. Ze laten twee keer een woord van twee lettergrepen rijmen op twee woorden van één lettergreep: ‘doing’ op ‘blue and’ en ‘running’ op ‘fun in’. Ze deden dit trouwens ook in She's a woman.
George Harrison speelde in dit nummer op een twaalfsnarige Rickenbacker.

## Bezetting
Het nummer werd opgenomen in negentien ‘takes’: zeven op 29 september, vijf op 30 september en zeven op 26 oktober 1964. Het was het laatste nummer van Beatles for sale dat gereed kwam.
De bezetting was:
- Paul McCartney, zang, basgitaar
- John Lennon, achtergrondzang, akoestische gitaar als slaggitaar
- George Harrison, achtergrondzang, sologitaar
- Ringo Starr, drums
- George Martin, piano